# MechAssault
MechAssault è un videogioco sparatutto in terza persona dedicato all'universo immaginario BattleTech, uscito per la console Xbox nel novembre del 2002. Sviluppato dalla software house Day:1:Studios e pubblicato da Microsoft, è il primo gioco di BattleTech per Xbox. MechAssault pone il giocatore alla guida di mech.
Il sequel, MechAssault 2: Lone Wolf, è stato pubblicato a dicembre 2004. Entrambi i prodotti derivano dal gioco da tavolo BattleTech, dell'editore FASA.

## Trama
L'ambientazione generale è quella di BattleTech, dove l'umanità ha colonizzato una larga porzione di Via Lattea, poi suddivisa in Stati interstellari controllati da dinastie nobiliari guerrafondaie. In conseguenza di ciò, la galassia è divenuta teatro di ostilità interminabili. I mech detti BattleMech, macchine imponenti e avanzate, in genere antropomorfe, condotte da un'élite di piloti chiamati MechWarrior, sono determinanti sui campi di battaglia.

### La ComStar
Il Ministro delle Comunicazioni della Lega Stellare, Jerome Blake, in seguito al crollo della Lega e all'inizio della guerra per succedere alla guida della Inner Sphere, capì che le Grandi Casate nobiliari avrebbero impiegato la rete di comunicazione interstellare HPG fin lì creata, a fini distruttivi. Nel 2788, Blake cambiò il nome del Dipartimento delle Comunicazioni in ComStar e ottenne l'autorità sulla Terra, dichiarandone lo status neutrale. Egli dichiarò di voler assicurare le comunicazioni interstellari a tutti quegli Stati Successori che si sarebbero impegnati a rispettare l'imparzialità della ComStar (salvaguardando, di fatto, l'organizzazione stessa e la Terra dal coinvolgimento nei futuri conflitti fra Casate). I leader della Inner Sphere, riconoscendo il ruolo cruciale delle comunicazioni fra stella e stella, accettarono le richieste di Blake.
In seguito, Blake farà della ComStar un'organizzazione i cui membri, si sarebbero impegnati a mantenere al sicuro i segreti tecnologici della decaduta Lega Stellare.
Nel corso dei secoli, trasformatasi in istituzione politica e religiosa, la ComStar divenne sempre più influente, sino ad arrivare a manipolare, a proprio vantaggio, i rapporti fra le Casate. Quando l'Invasione dei Clan si verificò (dal 3049 al 3052), l'allora leader del braccio armato della ComStar, il Maestro Marziale Anastasius Focht, propose ai Clan una sfida (servendosi delle consuetudini sociali e militari nemiche): un'unica battaglia, ma dagli esiti decisivi, tra loro e gli Stati Successori. Per affrontare i Clan, Focht mise in campo l'antica ed avanzata tecnologia militare della Lega Stellare (per secoli tenuta accuratamente nascosta agli Stati Successori) e a causa di tale forza, i Clan, nonostante la loro supremazia tecnologica, subirono una pesante sconfitta sul pianeta Tukayyid.
Nel 3052, una fazione ultraconservatrice della ComStar, denominata Word of Blake, mise apertamente sotto accusa l'organizzazione stessa, appena riformata e liberatasi della sua connotazione religiosa, tacciandola di "atti di eresia" contro gli "antichi insegnamenti" del fondatore Jerome Blake, ai quali la setta si era votata e prendendo possesso della Terra, nel 3058 (costringendo la ComStar a spostarsi sul pianeta Tukkayid).

### I Wolf's Dragoons
Nati nel 3000 da una costola del Clan chiamato Ghost Bear, i Wolf's Dragoons furono creati per essere inviati nella Inner Sphere, dove entrarono nel 3005 in missione di ricognizione a lungo termine, camuffati da unità mercenaria, allo scopo di spiare i nemici e preparare la conquista, già pianificata, dei Clan.
Per la loro missione, i Wolf's Dragoons prestano i loro servizi per mercede a ciascuno dei cinque Stati Successori, al fine di poterli meglio studiare.
Nel 3051, nel pieno dell'Invasione dei Clan, i Wolf's Dragoons indissero una conferenza a cui tutti i leader delle Casate nobiliari furono invitati e dove venne rivelata la loro vera origine (provenienza Clan e discendenza dalla Forza di Difesa della Lega Stellare) e la loro attività spionistica. Da quel momento, l'unità mercenaria fu impiegata per raccogliere informazioni sugli invasori e i loro piani.
In seguito all'Invasione dei Clan, con una società composta da diverse culture (quella originale e quella nuova, della Inner Sphere, erano oramai trascorsi cinquant'anni dal loro arrivo), i Wolf's Dragoons dovettero ridefinire la propria identità: una crisi che fu risolta per mezzo di una lotta intestina al termine della quale, furono prese misure volte ad una maggiore, integrazione delle diverse "anime" dell'unità mercenaria.

### Contesto attuale
Al 7° Kommando dei Wolf's Dragoons, corpo d'élite di fanteria dell'omonima unità mercenaria, è stata affidata la missione di recarsi sul pianeta Helios (ubicato nella Periphery), prima dell'intervento di un intero reggimento dei Wolf's Dragoons. Helios è caduto in mano ai Word of Blake, un'organizzazione settaria e militare, scissionista della ComStar.
I Word of Blake, guidati dal fanatico comandante Strader, hanno distrutto la flotta spaziale posta a difesa di Helios, ucciso milioni di persone e cercato depositi nascosti della perduta tecnologia dell'antica Lega Stellare.
Il compito dei mercenari è quello di generare confusione nelle unità della setta e disturbarne i sistemi difensivi, in particolare i cannoni orbitali.
L'equipaggio della Icarus, una Nave da Sbarco del 7° Kommando, nel corso dell'entrata in atmosfera, viene colpita proprio dai cannoni orbitali ed è costretta ad un atterraggio di fortuna sulla superficie.
Con i sensori a lungo raggio della nave disabilitati, così come il proprio apparato difensivo, si rende necessaria la perlustrazione dell'ambiente circostante.
Sotto il comando del maggiore Natalia Kerensky ed assistiti dal tenente Foster, i mercenari contrastano le forze militari del culto per contribuire alla liberazione di Helios ed eliminare il comandante Strader, sventando un suo estremo tentativo di annientare il pianeta.

## Modalità di gioco

### Singleplayer
Contrariamente ai titoli della serie MechWarrior e MechCommander (giochi di simulazione), MechAssault è un titolo arcade, con possibilità, estremamente limitate, di personalizzazione dei BattleMech: in via di esempio, non è consentito, prima di ogni sessione di gioco, selezionare gli armamenti dei mech, sebbene, al termine di ogni missione, il gioco renda disponibili modelli nuovi; attraverso la raccolta di power-up, inoltre, è possibile incrementare la capacità distruttiva delle armi (balistiche, missilistiche o ad energia), già installate e la resistenza delle corazze.
La campagna singleplayer consta di 20 missioni.

### Multiplayer
MechAssault, per ciò che concerne la modalità "multigiocatore", ricorre allo split screen, per il gioco a due, a l'Xbox System Link per le partite con un massimo di 8 partecipanti e al servizio Xbox Live per le sessioni on-line.
Nello specifico, le modalità sono le seguenti:
- Grinder (giocabile solo in locale, con Xbox System Link, collegando fra loro più Xbox), dove il giocatore deve sopravvivere agli assalti di ondate di BattleMech (a tale modalità possono partecipare un massimo di due giocatori);
- Destruction e Team Destruction, nella quale il giocatore o la squadra con il maggior numero di abbattimenti di mech, ottenuti entro un limite di tempo, acquisisce la vittoria;
- Last Man Standing e Team Last Man Standing sono modalità simili a Destruction, ma si ha a disposizione un'unica vita;
- Not It, ove un giocatore viene selezionato e diviene bersaglio degli altri partecipanti: dopo il suo abbattimento, l'ultimo a colpirlo diventa a sua volta bersaglio; in tale modalità, si possono accumulare punti esclusivamente quando si viene selezionati.

## Contenuti scaricabili
A partire dal 20 febbraio del 2003, Microsoft ha messo a disposizione dei giocatori di MechAssault, dei DLC, quali nuovi mech, armi e mappe.